# Guillaume Bras-de-Fer
Pour les articles homonymes, voir Bras de Fer (homonymie).
 (janvier 2018).
Si vous disposez d'ouvrages ou d'articles de référence ou si vous connaissez des sites web de qualité traitant du thème abordé ici, merci de compléter l'article en donnant les références utiles à sa vérifiabilité et en les liant à la section « Notes et références ».
Guillaume de Hauteville, dit Guillaume Bras-de-Fer (en italien : Guglielmo d'Altavilla, Braccio-di-Ferro), né vers 1005, est le fils aîné du seigneur normand Tancrède de Hauteville. Cependant, les sources divergent, certaines mentionnant son frère Serlon comme étant l'aîné.

## Biographie
N’étant pas désigné par son père pour hériter du fief familial, Guillaume quitte le duché normand accompagné de son frère Drogon et d'une petite troupe de volontaires du Cotentin pour se rendre en Italie méridionale vers 1035, et se mettre au service de Rainulf Drengot, comte d'Aversa d'origine normande, puis du prince lombard Guaimar IV de Salerne dont il épousera peu de temps après la nièce, Guida, fille de Guy de Sorrente, frère cadet de Gaimar IV,.
En 1038, il fait partie des 300 mercenaires normands chargés de combattre les musulmans en Sicile, renforçant les troupes byzantines et côtoyant notamment les Scandinaves de la célèbre garde varangienne que dirige le grand Harald Hardråda. Colosse d'une force extraordinaire, Guillaume de Hauteville se distingue à la guerre par sa force physique et son courage, notamment en 1040 lors de la bataille de Troina, lorsqu'il embroche d'un seul coup de lance le chef sarrasin de la forteresse, d'où son surnom de « Bras-de-Fer ». À la fin de l'année 1040, il fait partie des mercenaires révoltés contre les Byzantins, mécontents de leurs conditions et de leurs soldes, et abandonne les troupes byzantines avec la totalité des Normands. Dès cet instant, les Normands décident de combattre pour leur propre compte, entamant la conquête de l'Apulie sur les Byzantins.
En 1042, élu chef des Normands d'Apulie par la majorité de ces derniers, il devient le 1er comte normand d'Apulie avec Melfi pour capitale et partage cette ancienne possession byzantine entre les 12 « barons » normands, dont Tristan, qui reçoit Montepeloso (près de Potenza), Pierre, qui reçoit Trani, Drogon, son frère, qui reçoit Venosa, Hugues Tubœuf, qui reçoit Monopoli, etc., tandis que lui-même obtient Ascoli. Melfi reste indivisible, partagée entre les 12 barons.
Son pouvoir est reconnu officiellement par la principauté de Salerne et c'est alors qu'il combat les Byzantins pour son propre compte, agrandissant ainsi les zones de domination normande en Italie du Sud. En 1043, il est vainqueur des Byzantins à Venosa.
En 1044, il est rejoint par son autre frère Onfroi, arrivé en Italie avec quelques dizaines de guerriers qui se mettent à son service. Après avoir vaincu les Byzantins à trois reprises, il s'autoproclame « roi en Apulie » et meurt peu après le siège de Trani de 1046, sans postérité connue. Il est inhumé à Venosa et son frère Drogon lui succède à la tête du comté d'Apulie.